# زندرمان
زندرمان (ゼンダマン Zendaman) هو مسلسل أنمي تلفزيوني ياباني تم بثه لأول مرة من 3 فبراير 1979 إلى 26 يناير 1980 ، كل يوم سبت من الساعة 6:30 مساء حتى 7:00 مساء بإجمالي 52 حلقة.

## القصة
الدكتورة منجا عالمة فضولية حول طبيعة "إكسير الحياة" الأسطوري الذي يمنح المستخدم حياة أبدية وشبابًا إلى الأبد.  قام ببناء جهاز يسمى "نفق الوقت" من أجل السماح لفريق من الشباب ببدء مهمة عبر الجدول الزمني والمساحات المختلفة للعثور على إجابة دقيقة.  ومع ذلك ، يبدو أن ثلاثي أكوداما يتبع نفس الشيء تمامًا. من سيحصل عليها أولاً؟ 

## روابط خارجية
- زندرمان (أنمي) في شبكة أخبار الأنمي